# Cristian Molinaro
Cristian Molinaro (ur. 30 lipca 1983 w Vallo della Lucania) – włoski piłkarz występujący na pozycji obrońcy we włoskim klubie Venezia.

## Młodość
Cristian Molinaro został urodzony w Moio della Civitella, niedaleko Salerno, 30 lipca 1983. Jego rodzice to Emilio, nauczyciel W-F w szkole średniej i Franca, nauczycielka w szkole podstawowej. Cristian ma dwóch braci, obaj są od niego starsi: Bartolomeo, dyplomowany księgowy i Angelo, który uczy nauk humanistycznych. Crisitan ma dyplom geodety, a jego ulubionymi przedmiotami w szkole były nauki humanistyczne. Molinaro zaczął grać w piłkę w wieku 5 lat w drużynie Gelbison. Grał wtedy na pozycji lewego skrzydłowego. Molinaro rozpoczął swoją karierę w Salernitanie. Kiedy klub zbankrutował, Crisitan podpisał kontrakt z Juventusem i został wypożyczony do Sieny, gdzie grał do końca sezonu 2006/2007. Po okresie wypożyczenia powrócił do stolicy Piemontu. Podczas sezonu 2007/2008, który był dla niego pierwszym w Juve, wystąpił w 31 spotkaniach. 28 listopada 2008, Molinaro przedłużył swój kontrakt z Juventusem do końca sezonu 2012/2013. Po podpisaniu kontraktu, Cristian powiedział: „Jestem naprawdę zadowolony. Klub zechciał przedłużyć ze mną kontrakt, więc oznacza to, że zasłużyłem na to. Spełniłem tutaj, w Juventusie, wiele swoich marzeń, jak na przykład gra w Lidze Mistrzów.” Sezon 2008/2009 zawodnik zakończył z 29 spotkaniami na koncie. Od czasu, kiedy na trenerem Juventusu jest Ciro Ferrara, zawodnik sporadycznie występuje w podstawowym składzie. Jego rywalami na pozycji lewego obrońcy byli Paolo De Ceglie i Fabio Grosso. 5 stycznia 2010 Molinaro został wypożyczony do zespołu VfB Stuttgart. 31 maja 2010 piłkarz ostatecznie został wykupiony przez niemiecki zespół za 4 mln euro. 30 stycznia 2014 wrócił do Włoch, gdzie podpisał kontrakt z Parmą.

## Kariera reprezentacyjna
W reprezentacji Włoch Molinaro zadebiutował 10 sierpnia 2010 w przegranym 0:1 towarzyskim spotkaniu przeciwko WKS, będącym pierwszym meczem Włochów pod wodzą nowego selekcjonera Cesare Prandelliego.